# اوتو هلمیش
اوتو هلمیش (به انگلیسی: Ottó Hellmich) ژیمناست زادهٔ ۶ آوریل ۱۸۷۴ میلادی اهل کشور مجارستان است.